# 锯叶悬钩子
锯叶悬钩子（学名：Rubus serratifolius）是蔷薇科悬钩子属的植物，为中国的特有植物。分布于中国大陆的湖北、湖南等地，生长于海拔1,000米至1,500米的地区，常生于山地灌丛以及山谷林缘，目前尚未由人工引种栽培。